# Rodrigo Ramallo
Rodrigo Luis Ramallo Cornejo (Santa Cruz de la Sierra, 14 ottobre 1990) è un calciatore boliviano, attaccante del The Strongest e della nazionale boliviana.

## Carriera

### Nazionale
Viene convocato per la Copa América Centenario negli Stati Uniti.